# Fusinus agatha
Espèce
Fusinus agatha est une espèce de mollusques gastéropodes marins de la famille des Fasciolariidae.

## Répartition
Cette espèce a été découverte de Fortaleza (État du Ceará, Brésil) a une profondeur de 60 m.

## Systématique
Le nom valide complet (avec auteur) de ce taxon est Fusinus agatha (Simone & Abbate, 2005).
L'espèce a été initialement classée dans le genre Fasciolaria sous le protonyme Fasciolaria agatha Simone & Abbate, 2005,.
Fusinus agatha a pour synonyme :
- Fasciolaria agatha Simone & Abbate, 2005

### Étymologie
Son épithète spécifique, du grec ancien ἀχάτης, akhátês, « Agate », en référence à la pierre brune brésilienne, une allusion à la couleur de la coquille de ce mollusque.

### Publication originale
- (en) Luiz Ricardo L. de Simone et Daniel Abbate, « A new species of Fasciolaria (Caenogastropoda, Fasciolariidae), from Canopus Bank, Ceará, Brazil », Strombus, vol. 12, no Suppl. 1,‎ décembre 2005, p. 1-4 (ISSN 1415-2827 et 1983-2214, lire en ligne).